# Романчук Микола Павлович
Мико́ла Па́влович Романчу́к (нар. 18 квітня 1957, с. Новоукраїнка, Березнегуватський район, Миколаївська область, УРСР) — Герой України, кандидат технічних наук, генеральний директор акціонерного товариства «Миколаївський суднобудівний завод „Океан“», депутат Миколаївської обласної ради від Блоку «Наша Україна» (2006–2010). У 2012 р. балотувався до Верховної Ради України від ВО «Батьківщина» (№ 153 у виборчому списку), але до парламенту не пройшов.
Голова Миколаївської обласної державної адміністрації у березні — липні 2014 року. 28 липня призначений першим заступником голови облдержадміністрації (Вадима Мерікова). 3 червня 2016 відсторонений від посади у зв'язку з затриманням за отримання хабара.

## Освіта
У 1985 закінчив факультет «Суднобудування і судноремонт» Миколаївського кораблебудівного інституту ім. С. О. Макарова, спеціальність — «інженер-кораблебудівник». У 2004 у Національному університету кораблебудування ім. адмірала Макарова захистив дисертацію на тему «Управління складними проектами реструктуризації суднобудівних підприємств».

## Трудова діяльність
З вересня 1972 до березня 1976 Микола Романчук був учнем Миколаївського суднобудівного технікуму, а до жовтня 1976 складальником-добудівником Суднобудівного заводу «Океан». Наступні два роки він служив в армії. З грудня 1978 до грудня 1983 Микола Романчук працював інженером з підготовки виробництва, з грудня 1983 до квітня 1987 начальником бюра планово-диспетчерського відділу, з квітня 1987 до серпня 1996 начальником цеху Суднобудівного заводу «Океан». Наступні два місяці він був директором та виконуючим обов'язки голови правління — президента, з жовтня 1996 до квітня 2001 головою правління — президентом ВАТ «Суднобудівний завод „Океан“».

## Кримінальне переслідування
3 червня 2016 року був затриманий Службою безпеки України спільно з прокуратурою при отриманні хабара у розмірі 90 тисяч доларів. Того ж дня був усунутий з посади першого заступника голови Миколаївської обласної державної адміністрації.
4 червня 2016 року в одному з приватних будинків Романчука проведено обшук, під час якого за словами військового прокурора України Анатолія Матіоса було виявлено валізу з кількома сотнями тисяч доларів США, золоті прикраси та нагороди періоду нацистської Німеччини. Згодом прес-служба СБУ додала, що крім знайденої у Романчука валізи з 300 тисячами доларів США і великою кількістю ювелірних виробів під його будинком було виявлено мережу тунелів, що містили сейфи з золотими зливками, старовинними іконами та антикваріатом. Крім того, у підземеллі виявлені документи «чорної бухгалтерії», в яких вівся облік корупційних оборудок.
7 червня 2016 року Микола Романчук був госпіталізований до міської лікарню Одеси — із залу Приморського районного суду підозрюваного забрала «швидка допомога». За словами медиків, стан Романчука вимагав негайної госпіталізації та лікування у стаціонарі через високий тиск. Суддя ухвалив рішення про перерву на невизначений термін, до одужання підсудного. Того ж дня, 7 червня, Романчук втік з лікарні, куди був госпіталізований із засідання суду.
Проте 8 червня 2016 року Микола Романчук з'явився на засідання суду в Одесі. Того ж дня Приморський районний суд Одеси задовольнив клопотання прокуратури і обрав для Романчука запобіжний захід у вигляді утримання під вартою на 60 діб, а також встановив заставу у розмірі 5,5 млн гривень. 22 червня 2016 года Військова прокуратура південного регіону заявила про внесення за Миколу Романчука застави в розмірі 5,5 млн гривень.
Станом на весну 2018 суд триває вже 2 роки. Через численні випадки затягування досі триває заслуховування свідків. Попри те, що спершу було заявлено про групу високопосадовців, причетних до хабарництва, наразі інших звинувачуваних нема.. Відомо, що в цій справі військова прокуратура проводила обшук у колишнього першого заступника облради Михайла Соколова, а колишній чиновник районного рівня Олег Зайзбург засуджений на 5 років позбавлення волі. Причетний до передачі грошей помічник Романчука Геннадій Левченко переховується від слідства.

## Нагороди
- Звання Герой України з врученням ордена Держави (21 серпня 2007) — за визначні особисті заслуги перед Українською державою у розвитку вітчизняного суднобудування, впровадження сучасних технологій виробництва, багаторічну плідну працю і громадсько-політичну діяльність[21]
- Орден «За заслуги» III ст. (21 січня 2005) — за сумлінну плідну працю, вагомі трудові здобутки, значний внесок у розвиток вітчизняного суднобудування[22]
- Заслужений працівник промисловості України (10 жовтня 2001) — за вагомий особистий внесок у розвиток вітчизняного суднобудування, високу професійну майстерність[23]

Крім того Микола Романчук лауреат рейтингової премії «Золота Фортуна» (2003), «Почесний городянин» міста Миколаєва в номінації «Суднобудувння» (2003), власник Почесного знаку ФПУ «За розвиток соціального партнерства» та Почесної відзнаки голови Миколаївської обласної державної адміністрації «Св. Миколай Чудотворець» III ступеня (2006).